# Ochyracris
Ochyracris is een geslacht van rechtvleugeligen uit de familie veldsprinkhanen (Acrididae). De wetenschappelijke naam van dit geslacht is voor het eerst geldig gepubliceerd in 1991 door Zheng.

## Soorten
Het geslacht Ochyracris  is monotypisch en omvat slechts de volgende soort:
- Ochyracris rufotibialis (Zheng, 1991)